# وليد أسامة خليل
وليد أسامة خليل هو كاتب سعودي وصحفي في جرائد الرياض والوطن والاقتصادية.

## سيرة ذاتية
ولد وليد أسامة خليل في المدينة المنورة عام 1966م ونشأ بالرياض وتلقى تعليمه المبكر بها، ثم سافر إلى الأردن ودرس المرحلة الابتدائية بالكلية العلمية الاسلامية في الأردن؛ لكون والده ملحق عسكري بها، ثم عاد إلى الرياض وتخرج من ثانوية الأبناء، ودرس في الدمام المرحلة الجامعية وتخرج من جامعة الملك فهد للبترول والمعادن في الدمام بتقدير مرتبة شرف، ثم أكمل دراسة الدكتوراة بالمراسلة. له عدة مواضيع تتحدث عن التسعير الفعال وعن التسويق من ناحية المربع السابع في جرائد الوطن والاقتصادية والرياض. رشحت روايته الإنجليزية الخاصة بسلسلة زياد وعجائب الدنيا السبعة لجائزة نيوبري العالمية للشباب. يعمل الآن في مجال التسويق في شركات الاتصالات.

## مؤلفاته
ألف وليد أسامة خليل العديد من الكتب وله عدة روايات عربية وروايتين أجنبيتين؛ وهي:
- اكتشف سحر شخصيتك من خلال لعبة الكاريزما - تم النشر بواسطة دار المؤيد عام 2010م.
- كاتب مجنون وعاقل يقرأ؛ قصص ربما تكون حقيقية أو ممنوعة من التداول أو خيالية - تم النشر بواسطة الدار العربية للعلوم ناشرون عام 2012م.
- زياد داخل تابوت الملك خوفو - تم النشر بواسطة كتاب بلاتينيوم عام 2012م.
- كتاب لعبة الكاريزما - تم النشر بواسطة دار الكفاح العربي عام 2012م.
- مذكرات رجل سعودي عانس: أول مدونة سعودية تتحول إلى كتاب - تم النشر بواسطة دار الفكر العربي عام 2012م.
- كتاب عيوبنا بدون ماكياج - تم النشر بواسطة دار مدارك للنشر عام 2013م.
- كتاب نساء بطعم الشوكولاتة - تم النشر بواسطة دار الكفاح العربي عام 2013م.
- أحببت يهودية - تم النشر بواسطة الدار العربية للعلوم ناشرون عام 2014م.
- رحلة الحياة في أربعين ساعة - تم النشر بواسطة دار الكفاح العربية عام 2014م.
- فاتوشيني مطعم بالعشق - تم النشر بواسطة الدار العربية للعلوم ناشرون عام 2015م.
- كتاب أنت وردة - تم النشر بواسطة دريم بوك للنشر والتوزيع عام 2019م.
- كتاب مغازلجي في JBR - تم النشر بواسطة الدار العربية للعلوم ناشرون.
- سلسلة عجائب الدنيا السبعة لسن الشباب - تم النشر بواسطة بلاتينيوم بوك.
- كتاب (Saeda 4 (40 Hours.
- لخبطة؛ كتاب خفيف للأيام الثقيلة - تم النشر بواسطة الدار العربية للعلوم ناشرون.